# En uheldig Skygge
En uheldig Skygge er en dansk stumfilm fra 1916 instrueret af Lau Lauritzen Sr. og efter manuskript af Alfred Kjerulf.

## Handling
Denne artikel mangler et handlingsreferat. Hjælp os med at skrive det.

## Medvirkende
- Torben Meyer
- Gyda Aller
- Christian Schrøder
- Mathilde Felumb Friis
- Agnes Lorentzen
- Frederik Buch
- Charles Willumsen